# 中國數學史
中國數學史是指中國的數學發展史。中國傳統數學稱為算學，起源于仰韶文化，距今有五千余年历史，在周公时代，数乃是六艺之一。在春秋时代十进位制的筹算已经普及。著名日本数学史家三上义夫指出，中国算学的发展有二三千年之久，如此长久的发展历史，世界各国未曾有过，希腊自公元前6世纪到公元4世纪，仅一千年历史；阿拉伯数学限于公元8世纪到13世纪。“中国之算学史，其有长期之发展，不能不谓之为世界中稀有之例也”。

## 上古至西汉

### 上古时代几何图形
中国古代猿人已有初步的几何形状的认识。中国考古学家在陕西发现的几十万年前蓝田猿人遗留的不规则的石球。几万年前山西原始人制作的石球形状规则。 到了新石器时代，出现空心陶球。七千年前河姆渡人遗址中发现圆筒，圆珠等形状。新石器时代陶器上出现有规则的图案。

### 上古时代的数字概念
半坡出土文物中有双耳陶器，三足陶器，有的陶器上刻有四叶纹，说明上古时代已有1，2，3，4等数字概念。1963年中国考古学家在山西省朔县峙峪村出土二万八千年前的兽骨，上有不同数目的刻痕。从一万多年前山顶洞人遗址中出土的骨管，上刻有可能表示十进位制的圆形、长形刻符，圆形的表示单位数，长形的可能代表十位数。
西安半坡和姜寨出土的新石器时代陶器上有代表一、二、三、四、五、六、七、八、九、十、二十、三十的数字符号。

### 十进位制与筹算

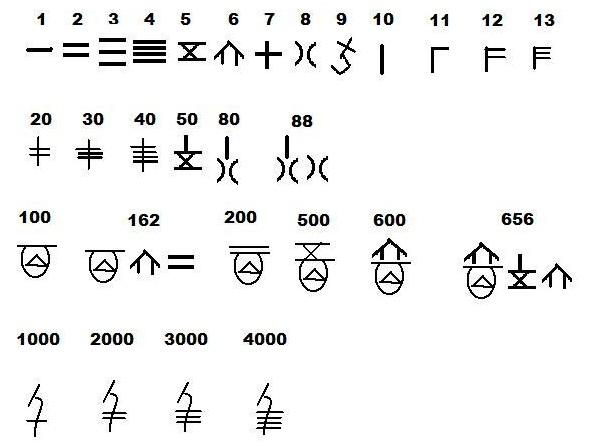
殷商甲骨文数码

算筹数码

1974年－1978年中国考古学家从青海乐都县出土数万件新石器时代的遗物，其中有些骨片上有不同数目的刻纹，表示1到8之数，未发现有10道以上刻纹，与存在十进位制相符。
十进位制起源于中国，至少在公元前1400年的中國商代就已經出現。李约瑟指出：“在商代甲骨文，十进位制已经明显可见，也比同时代的巴比伦和埃及的数字系统更为先进。巴比伦和埃及的数字系统，虽然也有进位，唯独商代的中国人，能用不多于9个算筹数字，代表任意数字，不论多大，这是一项巨大的进步”。
筹算至少在战国初年筹算已然出现。它使用中国商代发明的十进位制计数，利用九九表可以很方便地进行四则运算以及乘方，开方等较复杂运算，并可以对零、负数和分数作出表示与计算。

### 九数
春秋战国时代已经形成数学的九个分支-九数：
郑玄引《周礼注》：“九数：方田、粟米、 差分、 少广、商功、 均输、 方程、 盈不足、 旁要。”
1. 方田：田地测算。
2. 粟米：粮食换算比率
3. 差分：赋税的分配。
4. 少广：田亩面积和长阔。
5. 商功：工程土方估计。
6. 均输 ：运输费用的分配。
7. 方程 ：方程式。
8. 盈不足： 盈亏问题。
9. 旁要：勾股问题。

### 算数书
算数书是一本中国古代数学教科书，约七千字，载于190竹编上。1983年，当考古学家在湖北省张家山挖掘一个坟墓（247号汉墓）时，它和其他一些文献一起出土。从该墓的文档证据看，它关闭于西元前186，属于西汉代早期。它和九章算术的关系尚在学者的讨论中，但其一些内容明显和九章算术平行。有学者认为算数书可能是九章算术的母本。

### 九章算术
九章算术是中国古代数学著作，成书于大约1世纪，但也可能早在公元前200年就已存在。多数学者相信直到九章算术定形时中国的数学和古代地中海世界的数学多少是独立的发展的。《九章算术》中的
开平方、开立方、算术应用、正负数、联立一次方程组、二次方程等都领先世界几个世纪

### 漢代

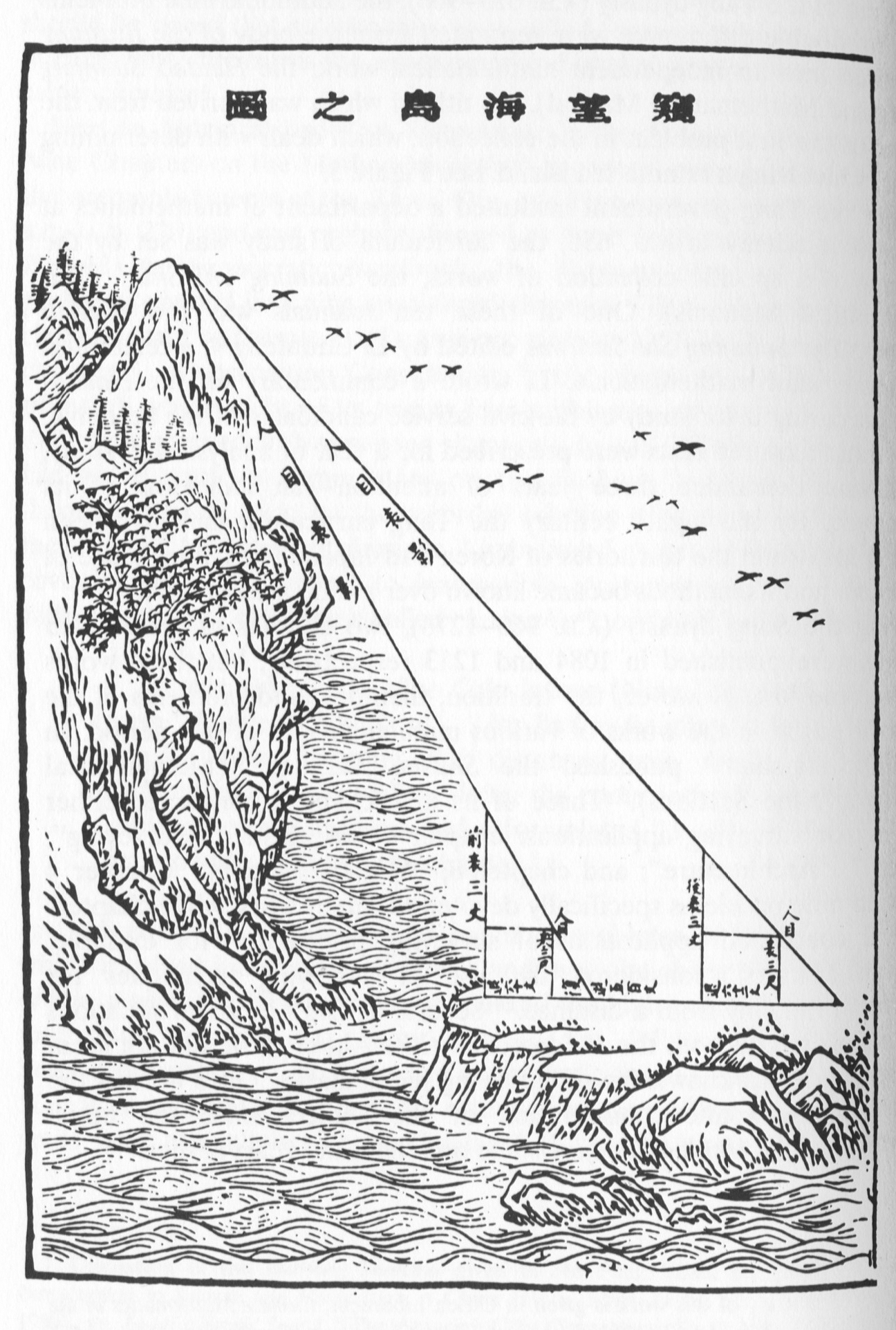
《古今图书集成》窥望海岛之图

西汉的张苍、耿寿昌增补和整理《九章算术》，寫成定本，详细说明开平方、开立方、和求解线性方程组的算法。
张衡 (78年－139年）发明{\displaystyle {\sqrt {10}}}、{\displaystyle {\frac {92}{29}}}、{\displaystyle {\frac {730}{232}}}作為圓周率的值。

## 魏晉南北朝
此一時期(220-581)，中國數學在四方面有長足進展，分別為直角三角形三邊關係的確認、測量學、平面面積和立體體積的計算，以及推算圓周率，由趙爽、劉徽、祖沖之與祖暅父子4人個別或相繼完成。
趙爽是魏晉時人，著有《周髀算經注》，其中「勾股圓方圖注」附有圖示，列出有關直角三角形三邊關係的命題21條，分屬「勾股」定理、「弦圖」定理、「勾實之矩」定理與「股實之矩」定理。當中唯有「勾股」定理已見於《周髀算經》。
稍後的劉徽亦魏晉時人，著有《九章算術注》，為《九章算術》各種算法提出簡括証明。他並在注文中提出割圓術，以内接正六邊形开始，逐次倍加邊數的方法，逐步逼近圓周率。《九章算術》僅以π=3，劉徽則先求得{\displaystyle \pi ={\frac {157}{50}}=3.14}，和晋武库王莽铜律嘉量比较，觉得“此术微小”，于是再用圆周率捷法求得π={\displaystyle {\frac {3927}{1250}}=3.1416}。前三世紀，希臘數學家阿基米德已用正多邊形逐漸增加邊數的方法求圓周率，但他兼用內接和外切兩種計算，得到出的估計值:{\displaystyle {223 \over 71}<\pi <{\frac {22}{7}}}；也就是  {\displaystyle 3.140845<\pi <3.142857}。
劉徽的割圓術相比更為簡便，刘徽所得的π=3.1416也优于阿基米德。
劉徽並在《九章算術注》提出重差術，應用中国传统的出入相补原理，以多達4次的觀測，測量山高水深等數值。在唐代，有關重差術的注文被抽出單行，題為《海島算經》，成为《算经十书》之一。刘徽创造的四次重差观测术，“使中国测量学达到登峰造极的地步”，使“中国在數學测量学的成就，超越西方约一千年”（美国数学家弗兰克·斯委特兹语）
劉徽的注釋兼用圖形和模型作說明，以圖形相互拼湊方法解決各種面積計算問題，相當於一般平面幾何學中所用的平移與疊合的方法；並用直截面積的方法來計算立體體積。他指出《九章算術》計算球體體積方法錯誤，但亦未能提出更準確方法。這個疑問須留待祖沖之解決。
祖沖之(429-500)與祖暅父子使中國數學發展創一高峰。祖沖之著有《綴術》、《九章術義注》及《重差注》（一說《綴術》乃祖暅所作），惜俱失佚。
數學上祖沖之的最大貢獻有二：推算圓周率及計算球體體積（一說後者乃祖暅之法）。他繼承劉徽的割圓術，計算圓周率準確至小數點後7位數(3.1415926<π<3.1415927)，這個記錄保持了900多年，至15世紀方為阿拉伯數學家阿爾．卡西(al-Kashi)打破。祖冲之还采用了两个分数值的圆周率：“约率”{\displaystyle {\tfrac {22}{7}}}以及“密率”{\displaystyle {\tfrac {355}{113}}}。日本数学家三上义夫说，“约率{\displaystyle \pi ={\tfrac {22}{7}}}，无非是几百年前希腊数学家阿基米德已经得到的数值，但是{\displaystyle \pi ={\tfrac {355}{113}}} 这个分数，却是翻遍古希腊，古印度和阿拉伯的数学文献都找不到的分数，希腊人肯定不知道它；在欧洲直到1586年才由荷兰人安托尼斯宗（Adriaan Anthoniszoon）求出了{\displaystyle {\tfrac {355}{113}}}这个比值。因此，中国人掌握这个非凡的圆周率分数比欧洲早出整整一千年之久”。为纪念这位伟大的中国古代数学家，三上义夫要求把{\displaystyle 355 \over 113}称为“祖率”。
祖沖之（或祖暅）並以直截面積相比的方法，解決球體體積問題（在西方，球體體積問題前三世紀阿基米德已解決），其法今存於唐代李淳風的《九章算術注》中。祖沖之計算方法巧妙，應用現今所謂「卡瓦列里定理」：「等高處的截面面積相等，則二立體的體積相等。」此定理今人公認是意大利數學家卡瓦列里(Gavalieri)所創，因而命名，其實早已為祖沖之所應用。
曆法方面，祖沖之編定「大明曆」，在身故後10年為梁朝所采用，取代何承天(370-447)欠準確的舊曆。

## 宋朝
秦九韶的 《数书九章》发展了一元高次方程求数值解的程序化、机械化算法。

## 金元
元代朱世杰的 《四元玉鉴》发展了多至四元的多项式方程组的消元和求解的算法。

## 明清
明代朱載堉发明十二平均律时，使用80档大算盘，计算开平方，开立方到小数点后25位。
- 算学宝鉴

## 近代
隨著西學東漸，中國數學逐漸與西方數學體系合流，並做出顯著的貢獻，但傳統算學仍然用於日常生活，如使用算盤的珠算仍然用於日常商業買賣中，尤其是傳統貨品的店舖。

### 引用
1. ↑  三上义夫  绪论
2. ↑  吴文俊 第一卷第二编 《中国数学的萌芽》
3. ↑   李约瑟 柯林  第二卷第一章
4. ↑  郭书春 第三章 39-44页
5. ↑   沈康身编 《算数书解说》 18页
6. ↑  吴文俊 《吴文俊文集·中国数学对世界文化的伟大贡献》第4页
7. ↑  吴文俊主编 《中国数学史大系》 第三卷 第一编 第二节 张衡的数学研究 第5页
8. ↑  <吴文俊 主编 《中国数学史大系》 第三卷  东汉三国 第163-164页
9. ↑  阿基米德原著 《量圆》 《中国数学史大系》 副卷第一 第二章 第三编 希腊 197-203页
10. ↑  吴文俊主编《中国数学史大系》 副卷第一卷 第二章 第三编 希腊:阿基米德著 《量圆》  203页
11. ↑  引自吴文俊主编 《中国数学史大系》第三卷 248页 ISBN 7-303-04557-0/O
12. ↑  "Quite Simply, in the endeavors of mathematical surveying, China's accomplishments exceeded those realized in the West by about one thousand years", 見 弗兰克·斯委特兹: 《海岛算经:古代中国的测量学和数学》第四章第二节 比较回顾： 中国测量学的成就。（Frank J. Swetz: The Sea Island Mathematical Manual,Surveying and Mathematics in Ancient China 4.2 Chinese Surveying Accomplishments, A Comparative Retrospection 第63页 The Pennsylvania State University Press, 1992 ISBN 0-271-00799-0 ）
13. ↑  “We are on this account strongly urged to express a desire that it should henceforth be called by the name of Tsu Ch'ong-chih's fractional value for π” Yoshio Mikami, Development of Mathematics in China and Japan p50 1913 Leipzig